# Federico Cappellazzo
Federico Cappellazzo (Torino, 16 settembre 1980) è un ex nuotatore italiano, stileliberista la cui gara preferita è sempre stata quella dei 200 metri individuali ma soprattutto in staffetta, con la quale ha ottenuto le sue medaglie in tutte le più grandi competizioni internazionali dal 2000 al 2004.

## Carriera
Ha esordito nel 1998 agli europei giovanili di Anversa e nel 1999 è salito sul podio per la prima volta ai campionati italiani. Nello stesso anno ha debuttato con la nazionale maggiore ai campionati europei di Istanbul dove con Emiliano Brembilla, Andrea Beccari e Massimiliano Rosolino è arrivato secondo in finale dietro al quartetto olandese nella staffetta 4 × 200 m st. libero, ma entrambe le squadre sono state in seguito squalificate, squalificate, facendo vincere l'oro alla staffetta tedesca, arrivata terza.
Nel 2000 è tornato agli europei ad Helsinki con la staffetta, ma questa volta ha nuotato solo la batteria qualificandola per la finale dove ha vinto la medaglia d'oro, il primo europeo per Federico pur non conquistato direttamente in finale. L'anno dopo ha vinto i suoi primi titoli italiani ed è stato convocato per i mondiali di Fukuoka in cui vince un'altra medaglia, argento con la 4 × 200 m nuotando ancora la batteria. A fine agosto è tornato in Asia orientale per partecipare alle universiadi di Pechino: questa volta ha nuotato con la 4 × 200 m la finale e l'ha vinta con Andrea Beccari, Nicola Selleri e Matteo Pelliciari.
Ha fatto ancora parte del quartetto che ha vinto l'oro in 7'12"18 con Pelliciari, Brembilla e Rosolino agli europei di Berlino nel 2002 e nel 2003, convocato per i campionati mondiali di Barcellona, ha avuto la soddisfazione di nuotare la finale dei 200 m arrivando sesto, ma anche la delusione di sfiorare il podio con lo stesso quartetto nella 4 × 200 m, battuti per 30 centesimi dalla squadra tedesca.
Con la nazionale ha partecipato anche nel 2004 agli europei di maggio a Madrid, nuotando ancora la batteria della staffetta e portandola in finale dove ha vinto un'altra medaglia d'oro. Ad agosto è stato poi convocato per i Giochi Olimpici di Atene dove ha vinto la sua ultima medaglia con la nazionale, qualificando col sesto tempo la staffetta che avrebbe poi vinto la medaglia di bronzo nella finale. Ha poi continuato la carriera per altri cinque anni con la Rari Nantes Torino e i Carabinieri restando un componente fisso delle loro staffette.

## Palmarès
| Giochi olimpici          | ---                       | 4 × 200 m st. libero                    |
| 2004 Atene Grecia        | ---                       | Bronzo: 7'11"83 nuota in batteria       |
| Campionati del mondo     | 200 m st. libero          | 4 × 200 m st. libero                    |
| 2001 Fukuoka Giappone    | ---                       | Argento: 7'10"86 nuota in batteria      |
| 2003 Barcellona Spagna   | 6º 1'48"79                | 4º - 7'14"32 frazione: 1'48"38          |
| Campionati europei       | ---                       | 4 × 200 m st. libero                    |
| 1999 Istanbul Turchia    | ---                       | squal. (2º) - 7'19"10 frazione: 1'50"96 |
| 2000 Helsinki Finlandia  | ---                       | Oro: 7'16"52 nuota in batteria          |
| 2002 Berlino Germania    | ---                       | Oro: 7'12"18 frazione: 1'48"44          |
| 2004 Madrid Spagna       | ---                       | Oro: 7'11"93 nuota in batteria          |
| Universiadi              | 400 m st. libero          | 4 × 200 m st. libero                    |
| 2001 Pechino Cina        | elim. in batteria 3'59"32 | Oro: 7'20"34 :                          |
| 2003 Daegu Corea del Sud | ---                       | Bronzo: 7'20"92 frazione: 1'49"40       |
| Europei giovanili        | 400 m st. libero          | ---                                     |
| 1998 Anversa Belgio      | 6º 3'58"29                | ---                                     |

### Campionati italiani
1 titolo individuale e 7 in staffetta, così ripartiti:
- 1 nei 200 m stile libero
- 2 nella staffetta 4 × 100 m stile libero
- 4 nella staffetta 4 × 200 m stile libero
- 1 nella staffetta 4 × 100 m mista

| Anno | Edizione    | st.libero 200 m | st.libero 400 m | st.libero 4×50 m | st.libero 4×100 m | st.libero 4×200 m | mista 4×100 m |
| ---- | ----------- | --------------- | --------------- | ---------------- | ----------------- | ----------------- | ------------- |
| 1999 | Primaverili | 3               | -               | -                | -                 | 3                 | -             |
| 1999 | Estivi      | -               | -               | -                | -                 | 2                 | -             |
| 1999 | Invernali   | 3               | -               | -                | -                 | -                 | -             |
| 2000 | Primaverili | 2               | -               | -                | -                 | 2                 | -             |
| 2000 | Estivi      | 2               | 3               | -                | -                 | -                 | -             |
| 2000 | Invernali   | -               | -               | 2                | -                 | -                 | -             |
| 2001 | Primaverili | -               | -               | -                | 2                 | 1                 | -             |
| 2001 | Estivi      | 3               | -               | -                | -                 | 1                 | 1             |
| 2002 | Primaverili | -               | -               | -                | -                 | 2                 | -             |
| 2002 | Estivi      | -               | -               | -                | -                 | 2                 | -             |
| 2003 | Primaverili | 2               | 2               | -                | 1                 | 1                 | -             |
| 2003 | Estivi      | 3               | -               | -                | 2                 | 3                 | -             |
| 2004 | Primaverili | -               | 2               | -                | 3                 | 2                 | -             |
| 2004 | Estivi      | 3               | 3               | -                | 1                 | 1                 | -             |
| 2006 | Primaverili | -               | -               | -                | -                 | 2                 | -             |
| 2006 | Estivi      | -               | -               | -                | -                 | 2                 | -             |
| 2007 | Estivi      | 1               | 2               | -                | -                 | -                 | -             |
| 2008 | Primaverili | -               | -               | -                | -                 | 3                 | -             |
| 2008 | Estivi      | -               | -               | -                | -                 | 2                 | -             |
| 2009 | Primaverili | -               | -               | -                | -                 | 2                 | -             |
| 2009 | Estivi      | -               | -               | -                | -                 | 2                 | -             |